# Lettore MP3

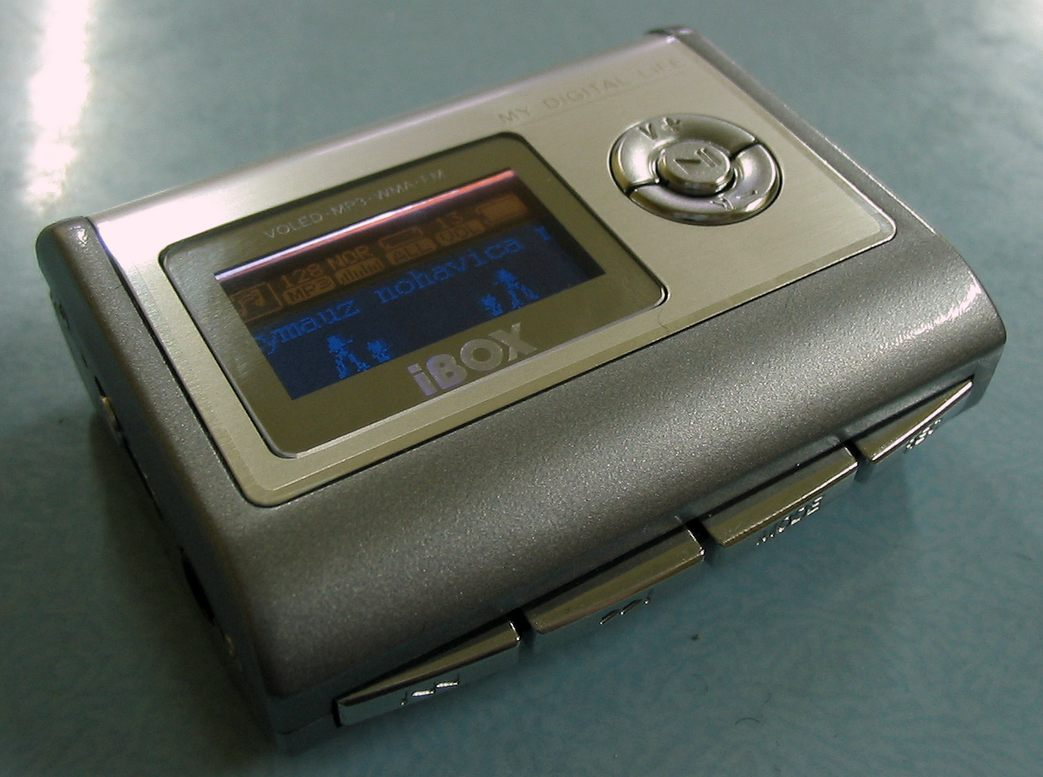
Lettore audio digitale con ingresso per memoria flash

I dispositivi definiti come lettori MP3 sono dei lettori di musica digitale in grado di riprodurre musica codificata nello standard MP3.

## Storia
Il primo lettore MP3 commercializzato fu l'MPMan F10 presentato nel marzo 1998 alla fiera CeBIT dalla compagnia sud-coreana "Saehan Information Systems" e commercializzato dalla Either Labs nell'estate seguente a 250 dollari con 32 MB di memoria flash. Nel settembre del 1998 divenne famoso il lettore PMP300 che fu al centro di una causa legale tra la RIAA e il produttore Rio per una presunta infrazione del copyright per le tracce memorizzate nel lettore. Il tribunale diede torto alla RIAA e permise la diffusione dei lettori MP3 nel mercato domestico.
I lettori MP3 si dividono in tre grandi famiglie.

### Lettori dotati di disco rigido

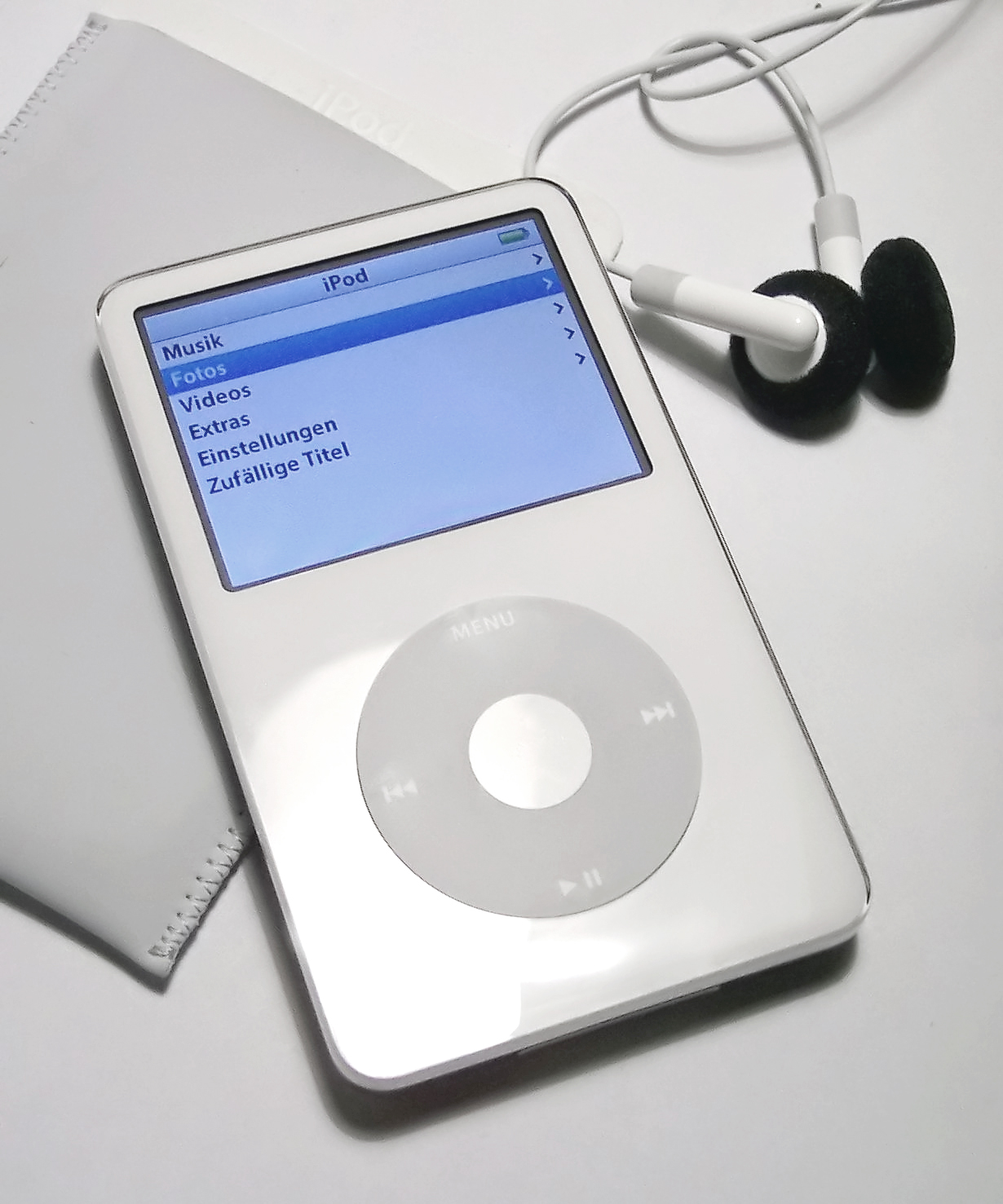
Lettore audio digitale con disco rigido (iPod).

Questi lettori, essendo dotati di disco rigido, hanno elevate capacità di memorizzazione, alcuni modelli superano gli 80 Gbyte. Quasi sempre sono equipaggiati con ampi display, molto spesso a colori, e di batterie di lunga durata. L'inconveniente principale è il peso, alcuni modelli superano i 200 grammi, anche se quelli più diffusi arrivano a 150 grammi. Per questo tipo di dispositivi è sconsigliato il loro uso in attività sportive, quali il jogging, in quanto dotati di un hard disk, dispositivo interno al lettore, che potrebbe risentire dei colpi e/o vibrazioni e di conseguenza danneggiarsi.

### Lettori dotati di memorie Flash

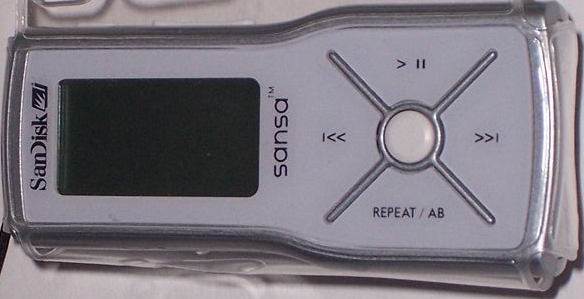
Lettore audio digitale con memoria flash

Questi lettori essendo dotati di memorie flash dispongono di una capacità di memorizzazione molto più limitata dei modelli con hard disk. Attualmente i più capienti raggiungono i 64 GB. Sono inoltre o privi o forniti di display di ridotte dimensioni, per ridurre sia il consumo energetico che il loro peso, che varia tra i 20 e i 100 grammi. Spesso hanno la forma di una penna schiacciata, in modo da poter essere agevolmente inseriti nelle prese USB dei computer con lo scopo di trasferire dati o canzoni.

### Lettori CD che leggono il formato MP3

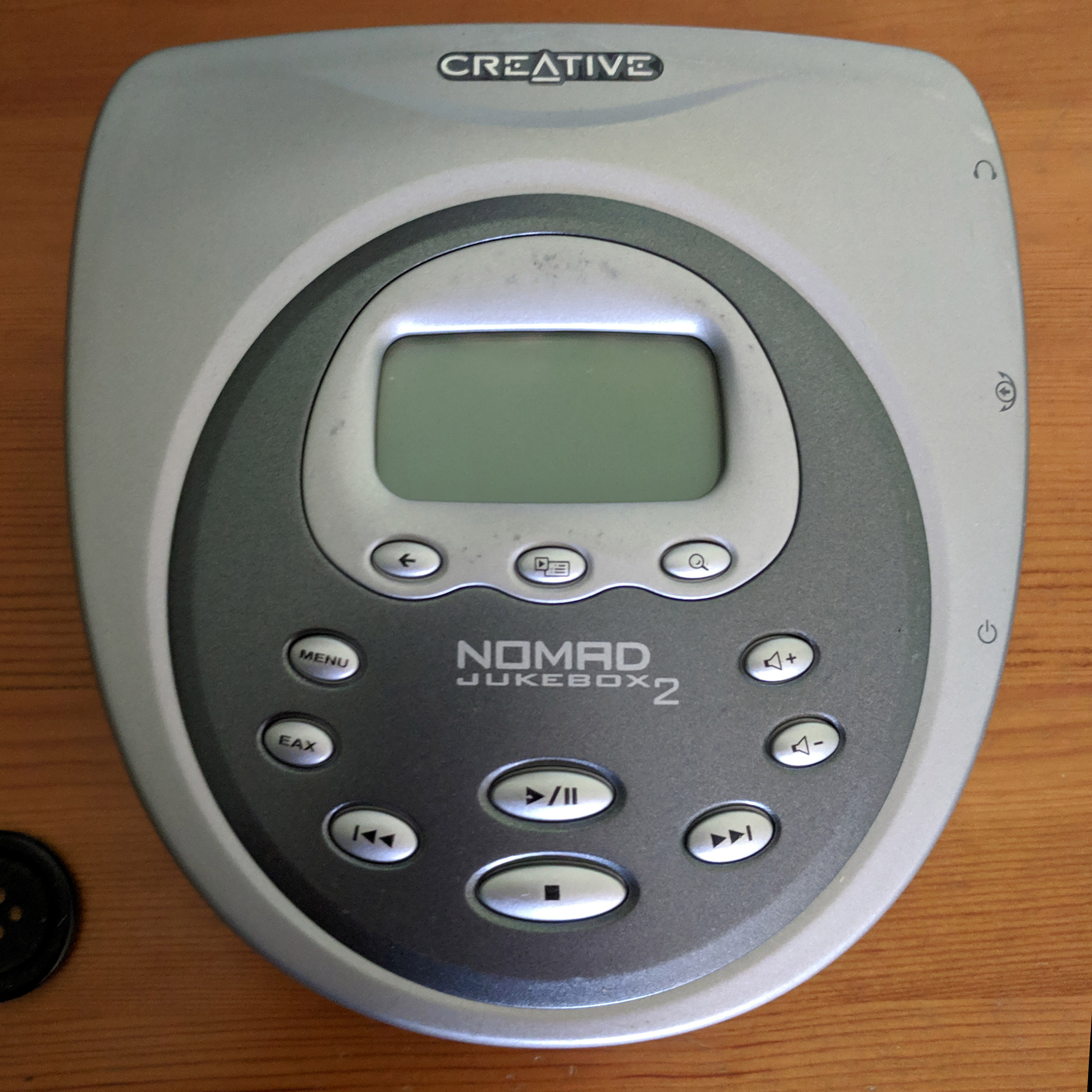
Lettore CD & mp3

Questi lettori sono un'evoluzione dei classici lettori CD audio. Offrono infatti la possibilità di leggere, oltre ai classici CD audio,  anche CD contenenti tracce musicali in formato MP3, o di rado anche di altri formati.
Stanno lentamente scomparendo dal mercato, sostituiti dai dispositivi delle due famiglie di lettori descritti nei paragrafi precedenti. I motivi sono: le dimensioni, un CD ha un diametro di 12 cm e ha una capacità massima di 700 MB. Inoltre, durante il loro ascolto i CD sono soggetti a dei "salti", e sono dotati di poche funzioni. L'unico vantaggio, probabilmente, è che sono molto economici e in genere più semplici da usare.

## Accorgimenti
Le prime due grandi famiglie di lettori MP3, possono avere come accorgimento:
- Memoria estraibile, generalmente del tipo schede SD.
- Batteria estraibile, possono avere una batteria intercambiabile, che generalmente è di tipo stilo (AA) o ministilo (AAA), ma esistono anche modelli che usano batterie di tipo a bottone.

## Formati digitali supportati
Quasi tutti i lettori oltre a leggere il formato MP3 sono in grado di leggere altri formati di musica digitale. Alcuni di questi possono leggere il formato WAV, un formato non compresso e utilizzato per memorizzare musica senza perdere informazioni a discapito, però, della dimensione della traccia musicale. Altri formati come il WMA o l'AAC sono formati digitali che offrono, a parità di bitrate, una maggiore qualità audio rispetto all'MP3. Consentono inoltre la gestione dei diritti digitali. Infatti questi formati sono utilizzati principalmente dai negozi che vendono musica digitale attraverso internet.

## Accessori
Molti lettori sono dotati di funzioni aggiuntive come la radio, la possibilità di registrare la voce o la possibilità di riprodurre immagini o filmati. Queste caratteristiche possono essere integrate nel lettore oppure aggiunte dall'utente tramite l'acquisto di accessori esterni. Infatti si è sviluppato un florido mercato di accessori per questi lettori che permette di personalizzare il proprio con l'aggiunta di nuovi accessori o con la modifica della scocca esterna tramite aerografia o astucci in plastica.